# Бабенкова, Татьяна Алексеевна
Татья́на Алексе́евна Бабе́нкова (род. 21 июня 1991, Воронеж, РСФСР, СССР) — российская актриса театра, кино и телевидения.

## Биография
Родилась 21 июня 1991 года в Воронеже в творческой семье. С раннего детства посещала музыкальную школу, где занималась вокалом и осваивала фортепиано. В 2009 году поступила на театральный факультет Воронежской государственной академии искусств (курс С. А. Надточиева), который закончила с красным дипломом. Помимо академии искусств, Бабенкова также поступила в ГИТИС и Высшее театральное училище имени М. С. Щепкина, но осталась в Воронеже, чтобы помогать родителям, у которых сгорел дом. После окончания института была принята в труппу Воронежского Камерного театра.

## Карьера
С 2014 года регулярно играет в кино и сериалах. Её дебютом стал сериал «Чужое гнездо», в котором она сыграла роль Ирины Перегудовой. В 2015 году начала сниматься в сериале режиссёра Ильи Куликова телеканала ТНТ «Полицейский с Рублёвки», в котором сыграла роль Алёны. Её партнерами выступили актёры Александр Петров и Сергей Бурунов. Сериал получил высокие оценки как зрителей, так и критиков.
В 2016 году номинирована на премию «Золотая маска» в номинации «Лучшая женская роль» (роль Сони в спектакле «Дядя Ваня» Воронежского Камерного театра).
В 2018 году снова сыграла роль Алёны в полнометражном фильме «Полицейский с Рублёвки. Новогодний беспредел». В этом же году выходит фильм «Один день лета» и телесериал «Вольная грамота», в которых она сыграла главную роль.
В 2021 году выходит очередной проект Ильи Куликова «Дракулов» с Михаилом Галустяном в главной роли. В этом фильме Татьяна Бабенкова исполнила роль Варвары. Фильм не был положительно встречен критиками.

## Творчество

### Роли в театре
Воронежский Камерный театр
- 2013 — «14 красных избушек» А. Платонова (реж. М. В. Бычков) — Суенита
- 2014 — «День Города» (реж. М. В. Бычков) — жительница города
- 2015 — «Доходное место» А. Н. Островского (реж. М. В. Бычков) — Полина
- 2015 — «Борис Годунов» А. С. Пушкина (реж. М. В. Бычков) — Ксения Годунова
- 2016 — «Дядя Ваня» А. П. Чехова (реж. М. В. Бычков) — Соня
- 2017 — «Гроза» А. Н. Островского (реж. М. В. Бычков) — Катерина
- 2018 — «Антигона» Ж. Ануй (реж. М. В. Бычков) — Антигона
- 2020 — «Вернувшиеся» (реж. Мия Занетти и др.) — Регина
- 2022  — «Камень» М. Майенбурга (реж. В. Печерникова)

Московский театр «Современник»
- 2023 — «Три товарища» Э. М. Ремарка (реж. Г. Волчек) — Патриция Хольман

### Фильмография
| Год  |   | Название                                     | Роль                                      |
| ---- | - | -------------------------------------------- | ----------------------------------------- |
| 2014 | с | Чужое гнездо                                 | Ирина Перегудова, дочь Маши               |
| 2016 | с | Полицейский с Рублёвки                       | Алёна, владелица сети спортклубов         |
| 2017 | с | Полицейский с Рублёвки в Бескудниково        | Алёна                                     |
| 2018 | ф | Вольная грамота                              | Полина Лебедева                           |
| 2018 | ф | Один день лета/One Day Of Summer             | Катя Королёва, блогер                     |
| 2018 | с | Полицейский с Рублёвки-3                     | Алёна                                     |
| 2018 | с | Полицейский с Рублёвки-4                     | Алёна                                     |
| 2018 | ф | Полицейский с Рублёвки. Новогодний беспредел | Алёна                                     |
| 2019 | с | Всё могло быть иначе                         | Ника Матвеева/Юля Шилкина/Маша Тимирязева |
| 2020 | с | Большие надежды                              | Эра Шалевич                               |
| 2021 | ф | Дракулов                                     | Варвара                                   |
| 2021 | с | Клиника счастья                              | Варвара                                   |
| 2022 | ф | Тень: Взять Гордея                           | Оксана, девушка по вызову                 |

### Дубляж

#### Фильмы
- 2013 — Последняя любовь мистера Моргана — Полин Лоби (роль Клеманс Поэзи)

#### Мультфильмы
- 2010 — Буквоежка — Маки Химекура
- 2012 — Волчьи дети Амэ и Юки  — Мать Сохэй